# 宋元公
宋元公（？—前517年），子姓，名差，金文铭文作宋公差（《殷周金文集成》11204、11281、11289）。中國春秋時代宋国君主，元公十年（前522年）夏天，元公猜忌華族，華向、華定、華亥與向寧謀反，雙方妥協，互派人質，盟誓講和，史載“取大子乐与母弟辰、公子地为质；公亦取华亥之子无戚、向宁之子罗、华定之子启，与华氏盟，以为质”。同年冬天，宋元公取得華氏宗主大司馬華費遂的同意後，誅殺人質，借他族之力，拜樂大心為大將，率兵圍南里。華定、華亥、向寧事敗出奔陳，華登奔吳。不久華氏發生內訌。华貙杀华多僚，劫持其父华费遂，召回华亥、向宁，发动叛乱。宋元公欲弃师而逃，被厨人濮劝止。齐将乌枝鸣重整軍備，擊败华氏军于新里（今河南开封东）。元公十一年（前521年）十一月，晋、曹相繼出兵救宋，聯軍連敗華氏，围困于南里，华登赴楚国求援，元公十二年（前520年）二月楚遣使向宋元公施压，迫其赦免华氏。华氏族流亡至楚，内乱至此平息。前571年，宋元公打算为了鲁昭公的缘故去晋国，梦见太子栾（即后来的宋景公）在宗庙即位，自己和宋平公穿着朝服辅助他。次日早晨，召见六卿托付后事之后，动身前往晋国。十三日，死在曲棘。元公在位15年而卒。
| 前任： 父宋平公 | 宋国君主 前531年—前517年 | 繼任： 子宋景公 |